# Riffelsattel
Der Riffelsattel ist eine Passhöhe in Niederösterreich.
Der Riffelsattel (1283 m ü. A.) führt von den Ötschergräben nach Lackenhof und trennt den Ötscher vom Kleinen Ötscher. Über die Passhöhe verlaufen der Nord-Süd-Weitwanderweg sowie der Oberösterreichische Mariazellerweg.